# Haiti ai Giochi della XXXII Olimpiade
Haiti ha partecipato ai Giochi della XXXII Olimpiade, che si sono svolti a Tokyo, Giappone, dal 23 luglio all'8 agosto 2021 (inizialmente previsti dal 24 luglio al 9 agosto 2020 ma posticipati per la pandemia di COVID-19) con 6 atleti.

## Delegazione
| Sport            | Uomini | Donne | Totale |
| ---------------- | ------ | ----- | ------ |
| Atletica leggera | -      | 1     | 1      |
| Judo             | -      | 1     | 1      |
| Nuoto            | 1      | 1     | 2      |
| Pugilato         | 1      | -     | 1      |
| Taekwondo        | -      | 1     | 1      |
| Totale           | 2      | 4     | 6      |

## Risultati

### Atletica leggera
Eventi su pista e strada
| Atleta      | Evento                   | Batteria  | Batteria  | Semifinale | Semifinale | Finale          | Finale          |
| Atleta      | Evento                   | Risultato | Posizione | Risultato  | Posizione  | Risultato       | Posizione       |
| ----------- | ------------------------ | --------- | --------- | ---------- | ---------- | --------------- | --------------- |
| Mulern Jean | 100 m ostacoli femminili | 12"99     | 5ª q      | 13"09      | 7ª         | Non qualificata | Non qualificata |

### Judo
| Atleta          | Evento          | Preliminari          | 16-esimi                  | Ottavi               | Quarti               | Semifinali           | Ripescaggio          | Finale               | Pos.            |
| Atleta          | Evento          | Avversario Punteggio | Avversario Punteggio      | Avversario Punteggio | Avversario Punteggio | Avversario Punteggio | Avversario Punteggio | Avversario Punteggio | Pos.            |
| --------------- | --------------- | -------------------- | ------------------------- | -------------------- | -------------------- | -------------------- | -------------------- | -------------------- | --------------- |
| Sabiana Anestor | 52 kg femminile | N.D.                 | Levytska-Shukvani P 00–10 | Non qualificata      | Non qualificata      | Non qualificata      | Non qualificata      | Non qualificata      | Non qualificata |

### Nuoto
| Atleta              | Evento                      | Batterie | Batterie  | Semifinali      | Semifinali      | Finale          | Finale          |
| Atleta              | Evento                      | Tempo    | Posizione | Tempo           | Posizione       | Tempo           | Posizione       |
| ------------------- | --------------------------- | -------- | --------- | --------------- | --------------- | --------------- | --------------- |
| Davidson Vincent    | 100 metri farfalla maschili | 54"81    | 51º       | Non qualificato | Non qualificato | Non qualificato | Non qualificato |
| Emilie Grand'Pierre | 100 metri rana femminili    | 1'14"82  | 37ª       | Non qualificata | Non qualificata | Non qualificata | Non qualificata |

### Pugilato
| Atleta            | Evento             | 16-esimi             | Ottavi               | Quarti               | Semifinali           | Finale               | Pos.            |
| Atleta            | Evento             | Avversario Punteggio | Avversario Punteggio | Avversario Punteggio | Avversario Punteggio | Avversario Punteggio | Pos.            |
| ----------------- | ------------------ | -------------------- | -------------------- | -------------------- | -------------------- | -------------------- | --------------- |
| Darrelle Valsaint | Pesi medi maschile | Tshama V 4–1         | Bakshi P 0–5         | Non qualificato      | Non qualificato      | Non qualificato      | Non qualificato |

### Taekwondo
| Atleta     | Evento          | Qualificazioni       | Ottavi               | Quarti               | Semifinali           | Ripescaggio          | Finale / FB          | Pos.            |
| Atleta     | Evento          | Avversario Punteggio | Avversario Punteggio | Avversario Punteggio | Avversario Punteggio | Avversario Punteggio | Avversario Punteggio | Pos.            |
| ---------- | --------------- | -------------------- | -------------------- | -------------------- | -------------------- | -------------------- | -------------------- | --------------- |
| Lauren Lee | 67 kg femminile | N.D.                 | Jelić P 2–22         | Non qualificata      | Non qualificata      | Titoneli P 5–26      | Non qualificata      | Non qualificata |